# 杜日岭站
杜日嶺站（韓語：두일령역）是朝鮮民主主義人民共和國平安南道德川市球场里的一個鐵路車站，属于平德线。

## 邻近车站
平德线
乡元站 - 杜日嶺站 - 咸家站